# メイフラワー (灯台補給船)
アメリカ海軍の艦船としてスワニー (USS Suwannee) と命名された2艦目で、メイフラワー (USS Mayflower) と命名された3艦目の艦船は、もともとアメリカ合衆国灯台委員会、後のアメリカ合衆国灯台局の灯台補給船であったが、米西戦争中の1898年には補助巡洋艦（仮装巡洋艦）として、第一次世界大戦中の1917年から1919年には哨戒艦艇として、アメリカ合衆国海軍に貸与された。灯台委員会/灯台局管轄下のメイフラワー (USLHT Mayflower) としては、1897年から1898年にかけて、中断を挟んで1898年から1917年にかけて、また1919年から1939年まで就役し、その後はアメリカ沿岸警備隊管轄下のメイフラワー (USCGC Mayflower (WAGL-236)) として1939年と、中断を挟んで1940年から1943年にも就役し、その後はハイドレインジャ (USCGC Hydrangea (WAGL-236))として1943年から1945年まで就役していた。

## 建造と就役
この艦は、アメリカ合衆国灯台委員会の発注により、1897年にメイン州バスのバス鉄工所が建造した。灯台委員会は1897年11月にメイフラワー (USLHT Mayflower) としてこの艦を就役させた。

## 米西戦争
米西戦争が1898年4月に勃発すると、メイフラワーは4月27日にアメリカ合衆国海軍に移管され、補助巡洋艦として用いられることになった。既に同名の哨戒ヨット、メイフラワーが民間から取得されて就役していたため、混同を避けるために艦名はスワニー (USS Suwannee) と改められた。戦時中のスワニーは、短期間ながら、フロリダ州キーウェストの海軍基地司令官であったジョージ・C・レメイの旗艦としても使われた。アメリカ合衆国海軍省は、この艦が戦時に「顕著な貢献 (conspicuous service)」をしたとして言及している。米西戦争は1898年8月に終わり、この艦も、12月には元の灯台補給船としての業務に戻った。

## 1899年 – 1917年
合衆国灯台委員会は船名をメイフラワー (USLHT Mayflower) に戻し、マサチューセッツ州ボストンに拠点を置く第2灯台区 (the 2nd Lighthouse District) における航行を支援する灯台への補給の任務に宛てた。1910年には、改組により、灯台委員会に代えて灯台局が設置された。

## 第一次世界大戦
1917年4月に、アメリカ合衆国が世界大戦に参戦すると、メイフラワーは再び海軍に移管され、1917年5月10日に哨戒艦として就役した。アメリカ合衆国東海岸の沖合の大西洋の哨戒にあたった。1918年11月に戦争が終結すると、メイフラワーは、1919年7月1日に大統領令によって灯台局の所轄に戻された。

## 1919年 – 1939年
灯台局の所轄に戻ったメイフラワーは、再び第2灯台区の業務に就いた。その後、1924年に第5灯台区に転属となった。1939年7月1日、灯台局はアメリカ沿岸警備隊に統合され、同年12月にメイフラワーは退役となり、マサチューセッツ州ボストンの海事訓練局 (Maritime Training Service) へ移管された。

## 第二次世界大戦
ヨーロッパで第二次世界大戦が勃発すると、補給艦の調達が急務となり、沿岸警備隊はいったん退役させていたメイフラワーを1940年に現役復帰させ、メイフラワー (USCGC Mayflower (WAGL-236)) としてノーフォークを母港として運用した。戦時下の沿岸警備隊は海軍の指揮下で動いていたが、同様に海軍に復帰して照会艦艇として使用されていたメイフラワーとの艦名の重複を避ける必要が再び生じ、1943年8月15日にハイドレインジャ (USCGC Hydrangea (WAGL-236))と改称された。

## 最後
ハイドレインジャは1945年10月8日に退役となり、廃棄処分のためアメリカ合衆国海事局に移管された。その後、払い下げられた。